# 根纳季·帕达尔卡
根纳季·伊万诺维奇·帕达尔卡（俄语：Генна́дий Ива́нович Па́далка，羅馬化：Gennady Ivanovich Padalka，1958年6月21日—）是一位俄罗斯退役宇航员，是俄罗斯第89位宇航员，世界第381位宇航员。他曾五次前往太空，十次进行舱外活动，是在太空停留时间最长的宇航员。

## 宇航员生涯
根纳季·帕达尔卡1958年6月21日出生于苏联俄罗斯苏维埃联邦社会主义共和国克拉斯诺达尔，1979年毕业于叶伊斯克高等军事航空学校，之后先后在苏联空军驻德部队与远东部队服役，1989年被选拔进入宇航员队伍，然后在加加林宇航员培训中心接受太空培训，1991年获得测试宇航员资格。。

### 和平号空间站
1997年8月，根纳季·帕达尔卡担任和平号空间站第24次远征（联盟TM-26）后备机组指令长（作为阿纳托利·索洛维耶夫的后备）；1997年10月至1998年7月，他参与了和平号空间站第26次远征培训。
1994年7月1日，根纳季·帕达尔卡以指令长身份与俄罗斯宇航员谢尔盖·阿夫杰耶夫、尤里·巴图林搭乘联盟TM-28升空与和平号空间站对接，执行第26次远征任务，期间进行了两次舱外活动，1999年2月28日帕达尔卡与斯洛伐克宇航员伊万·贝拉返回地球。

### 国际空间站

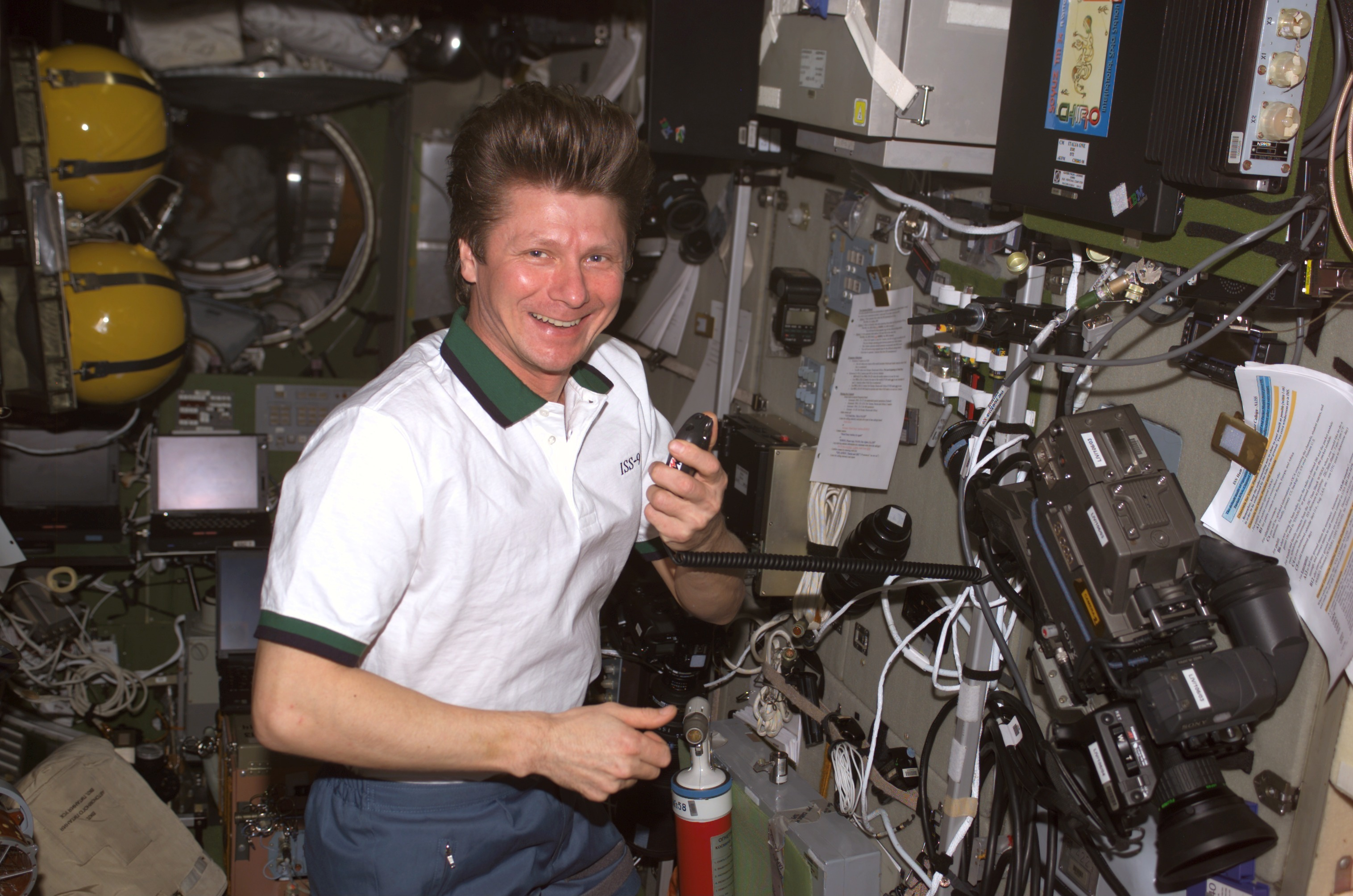
远征9中在星辰号服务舱

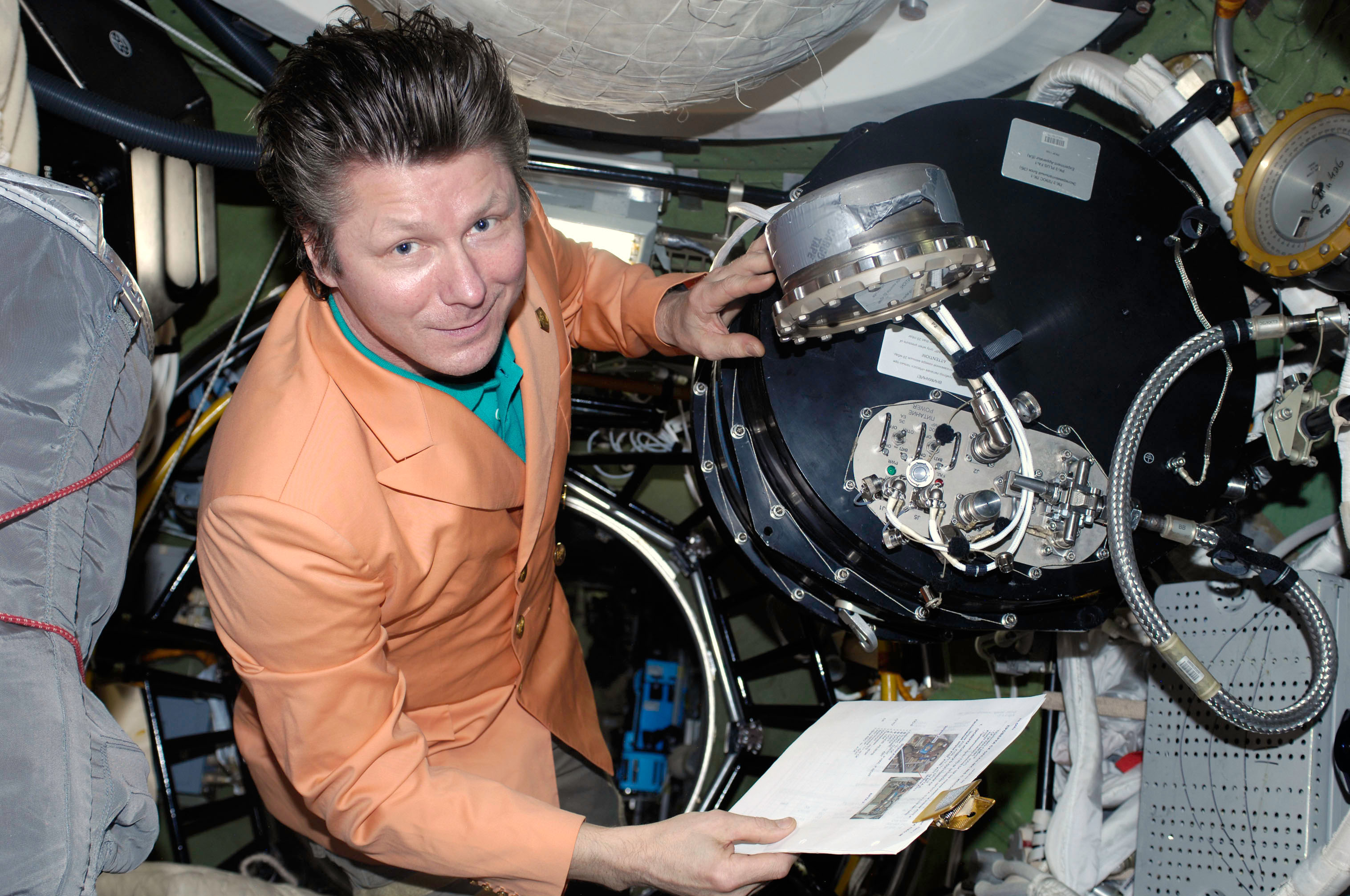
远征20中在码头号对接舱

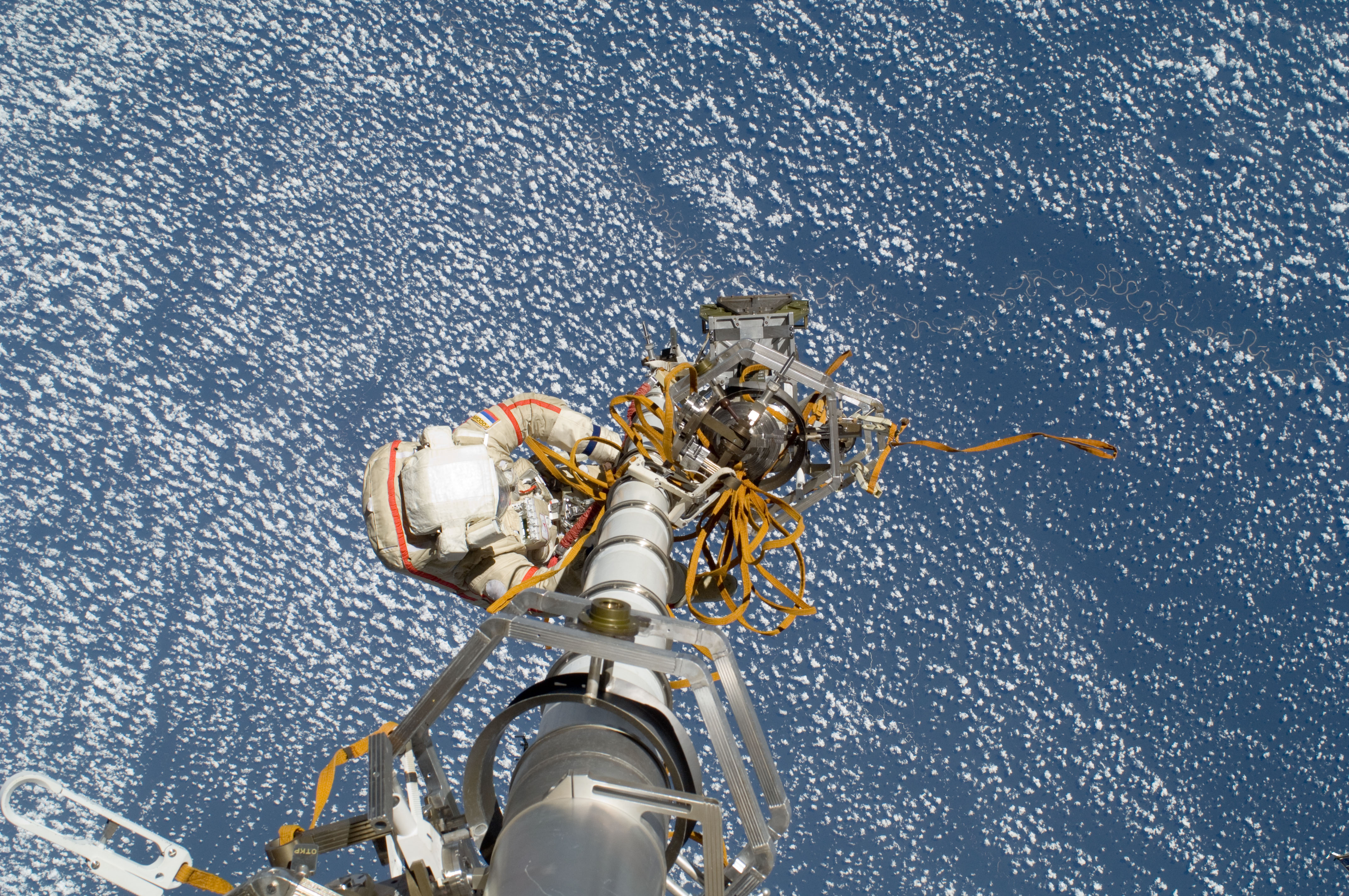
远征32中在舱外活动

2001年12月，根纳季·帕达尔卡担任国际空间站远征4（STS-108）后备机组空间站指令长（作为尤里·奥努夫里恩科的后备）。2002年4月，根纳季·帕达尔卡担任联盟TM-34后备机组指令长。
远征9
2004年4月19日，根纳季·帕达尔卡以指令长身份与美国宇航员迈克尔·芬克、荷兰宇航员安德烈·库佩斯搭乘联盟TMA-4升空，4月21日与国际空间站曙光号功能货舱对接，执行远征9任务，期间进行了四次舱外活动，10月24日与芬克、俄罗斯宇航员尤里·沙尔金返回地球。
远征19/20
2008年10月，根纳季·帕达尔卡担任联盟TMA-13任务后备机组指令长。
2009年3月26日，根纳季·帕达尔卡以指令长身份与美国宇航员迈克尔·巴拉特、太空游客查尔斯·西蒙尼搭乘联盟TMA-14升空，3月28日与国际空间站星辰号服务舱对接，执行远征19/远征20任务，期间进行了两次舱外活动，10月11日与巴拉特、太空游客盖·拉利伯特返回地球。
远征31/32
2011年11月，根纳季·帕达尔卡担任联盟TMA-22任务后备机组指令长。
2012年5月15日，根纳季·帕达尔卡以指令长身份与俄罗斯宇航员谢尔盖·列温、美国宇航员约瑟夫·M·阿卡巴搭乘联盟TMA-04M升空，5月17日与国际空间站探索号实验舱对接，执行远征31/远征32任务，期间进行了一次舱外活动，9月17日三人返回地球。
远征43/44
2014年9月，根纳季·帕达尔卡担任联盟TMA-14M任务后备机组指令长。
2015年3月27日，根纳季·帕达尔卡以指令长身份与俄罗斯宇航员米哈伊尔·科尔尼延科、美国宇航员斯科特·凯利搭乘联盟TMA-16M升空，3月28日与国际空间站探索号实验舱对接，执行远征43/远征44任务，期间进行了一次舱外活动，9月12日与丹麦宇航员安德烈亚斯·莫根森、哈萨克斯坦宇航员艾登·艾姆别托夫返回地球。在此次任务中，根纳季·帕达尔卡的太空停留时间超过878天，打破了俄罗斯宇航员谢尔盖·克里卡廖夫803天的记录。
2017年4月，根纳季·帕达尔卡离开宇航员队伍。

### 太空任务总计
| # | 往返载具    | 发射时间（UTC）       | 任务代号  | 着陆时间（UTC）       | 时长总计      | 舱外活动次数 | 舱外活动时长 |
| - | ----------- | --------------------- | --------- | --------------------- | ------------- | ------------ | ------------ |
| 1 | 联盟TM-28   | 1998年8月13日9时43分  | EO-26     | 1999年2月28日2时14分  | 198日16时31分 | 2            | 6时24分      |
| 2 | 联盟TMA-4   | 2004年4月19日3时19分  | 远征9     | 2004年10月23日0时35分 | 187日21时16分 | 4            | 15时31分     |
| 3 | 联盟TMA-14  | 2009年3月26日11时49分 | 远征19/20 | 2009年10月11日4时31分 | 198日16时42分 | 2            | 5时6分       |
| 4 | 联盟TMA-04M | 2012年5月15日3时1分   | 远征31/32 | 2012年9月17日2时52分  | 124日23时51分 | 1            | 5时51分      |
| 5 | 联盟TMA-16M | 2015年3月27日19时42分 | 远征43/44 | 2015年9月12日0时51分  | 168日5时8分   | 1            | 5时34分      |
|   |             |                       |           |                       | 878日11时29分 | 10           | 38时26分     |

太空行走统计
| #      | 日期（UTC）    | 同伴                | 持续时长 |
| ------ | -------------- | ------------------- | -------- |
| 1      | 1998年9月15日  | 谢尔盖·阿维德耶夫   | 0时30分  |
| 2      | 1998年11月10日 | 谢尔盖·阿维德耶夫   | 5时54分  |
| 3      | 2004年6月24日  | 迈克尔·芬克         | 0时13分  |
| 4      | 2004年6月30日  | 迈克尔·芬克         | 5时40分  |
| 5      | 2012年8月3日   | 迈克尔·芬克         | 4时30分  |
| 6      | 2004年9月3日   | 迈克尔·芬克         | 5时21分  |
| 7      | 2009年6月5日   | 迈克尔·巴拉特       | 4时54分  |
| 8      | 2009年6月10日  | 迈克尔·巴拉特       | 0时12分  |
| 9      | 2012年8月20日  | 尤里·马连琴科       | 5时51分  |
| 10     | 2015年8月10日  | 米哈伊尔·科尔尼延科 | 5时34分  |
| 总时长 | 总时长         | 总时长              | 38时26分 |

## 荣誉

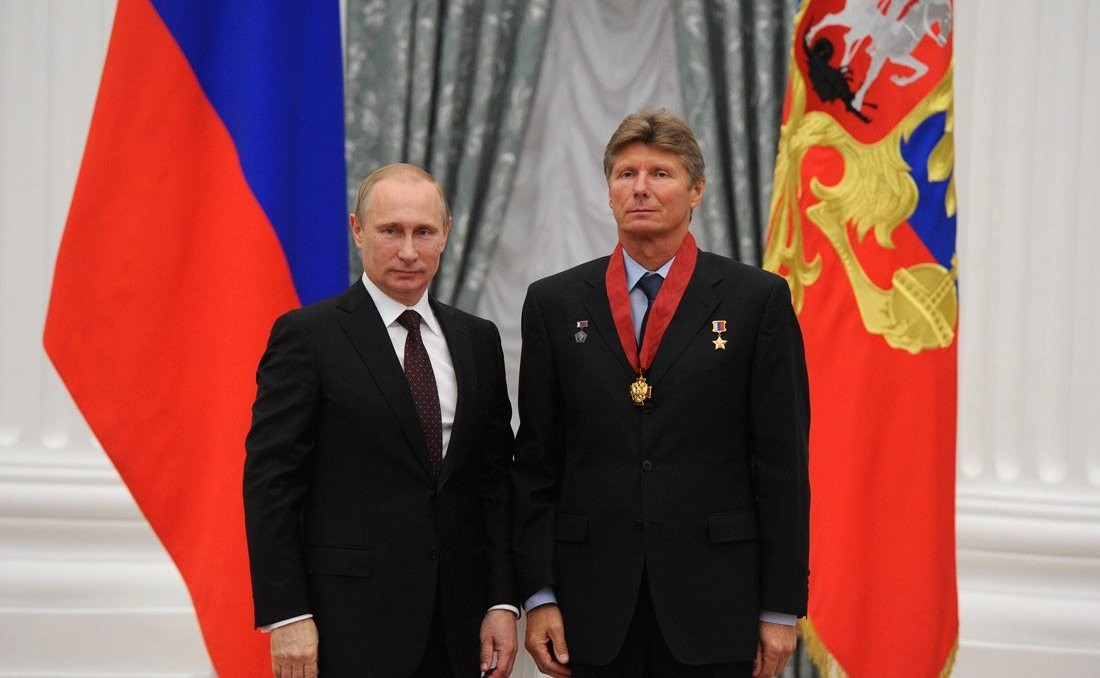
2014年被授予二级祖国功勋勋章时与普京合影

- 俄罗斯联邦英雄和俄罗斯联邦宇航员（1999年4月5日）
- 二级祖国功勋勋章（2014年5月22日）
- 三级祖国功勋勋章（2010年4月2日）
- 四级祖国功勋勋章（2005年）
- 太空探索优异奖章（2011年4月12日）
- 苏联武装力量七十周年奖章（1988年）
- 一级、二级和三级圆满服役奖章
- 俄罗斯联邦政府科学技术奖（俄语：Премия Правительства Российской Федерации в области науки и техники）
- 科奥廖夫标志、尤里·加加林奖章（俄语：Медаль Ю. А. Гагарина (Роскосмос)）、国际空间合作标志（俄语：Знак «За международное сотрудничество в области космонавтики»）（俄罗斯国家航天集团）
- 指挥官级王冠勋章（英语：Order of the Crown (Belgium)）（2011年，比利时）
- 太空飞行奖章（NASA）
- 杰出公共服务奖章（英语：NASA Distinguished Public Service Medal）（NASA）
- 二级友谊勋章（2015年，哈萨克斯坦）